# Kuhliidae
Cá đuôi cờ (tiếng Ha-oai: āhole hay āholehole; Danh pháp khoa học: Kuhliidae) là một họ cá thuộc bộ cá vược, phân bố ở vùng Thái Bình Dương và Ấn Độ Dương.

## Các loài
- Kuhlia caudavittata (Lacépède, 1802)
- Kuhlia malo (Valenciennes, 1831)
- Kuhlia marginata (G. Cuvier, 1829) (spotted or dark-margined flagtail)
- Kuhlia mugil (J. R. Forster, 1801) (barred flagtail)
- Kuhlia munda (De Vis, 1884) (silver flagtail)
- Kuhlia nutabunda Kendall & Radcliffe, 1912 (Rapanui flagtail)
- Kuhlia petiti L. P. Schultz, 1943
- Kuhlia rupestris (Lacépède, 1802) (rock flagtail, jungle perch)
- Kuhlia salelea L. P. Schultz, 1943
- Kuhlia sandvicensis (Steindachner, 1876) (Hawaiian flagtail)
- Kuhlia sauvagii Regan, 1913
- Kuhlia xenura (D. S. Jordan & C. H. Gilbert, 1882)